# Moncarapacho e Fuseta
Moncarapacho e Fuseta (oficialmente: União das Freguesias de Moncarapacho e Fuseta) é uma freguesia portuguesa do município de Olhão, com 70,63 km² de área e 9267 habitantes (censo de 2021). A sua densidade populacional é 131,2 hab./km².

## História
Foi criada aquando da reorganização administrativa de 2012/2013,  resultando da agregação das antigas freguesias de Moncarapacho e Fuseta.

## Demografia
A população registada nos censos foi:
| Distribuição da População por Grupos Etários | Distribuição da População por Grupos Etários | Distribuição da População por Grupos Etários | Distribuição da População por Grupos Etários | Distribuição da População por Grupos Etários | Distribuição da População por Grupos Etários |
| -------------------------------------------- | -------------------------------------------- | -------------------------------------------- | -------------------------------------------- | -------------------------------------------- | -------------------------------------------- |
| Antes da agregação                           |                                              |                                              |                                              |                                              |                                              |
| Ano                                          | 0-14 anos                                    | 15-24 anos                                   | 25-64 anos                                   | >= 65 anos                                   | Total                                        |
| 2001                                         | 1340                                         | 1212                                         | 5190                                         | 1995                                         | 9737                                         |
| 2011                                         | 1308                                         | 876                                          | 5172                                         | 2279                                         | 9635                                         |
| Após a agregação                             |                                              |                                              |                                              |                                              |                                              |
| Ano                                          | 0-14 anos                                    | 15-24 anos                                   | 25-64 anos                                   | >= 65 anos                                   | Total                                        |
| 2021                                         | 1073                                         | 841                                          | 4529                                         | 2824                                         | 9267                                         |